# Стефка Мадина
Стефка Мадина е българска състезателка по гребане.

## Биография
Родена е на 23 януари 1963 г. в Пловдив. Състезател по гребане. През 1987 г. На световното първенство по академично гребане в Копенхаген (1987) Стефка Мадина и Виолета Нинова печелят златните медали със силен финален спринт. Печели бронзов медал от Летните олимпийски игри в Сеул заедно с партньорката си Виолета Нинова на двойка скул.